# Bayerischer MBCL
Die bayerischen MBCL und die MBC der Salzburger Eisenbahn- und Tramway-Gesellschaft (SETG) waren elektrische Triebwagen für den Betrieb auf der Königsseebahn, der Lokalbahn Berchtesgaden–Hangender Stein und der daran anschließenden Lokalbahn Salzburg–Hangender Stein. Sie wurden von den Königlich Bayerischen Staatseisenbahnen und der Salzburger Eisenbahn- und Tramway-Gesellschaft (SETG) in Dienst gestellt. Bei der Deutschen Reichsbahn (DR) waren die bayerischen Fahrzeuge ab 1940 in die Baureihe ET 184.0 eingeordnet, einige kamen später zum oberösterreichischen Bahnunternehmen Stern & Hafferl. Zu den Fahrzeugen wurden baulich gleichartige Beiwagen beschafft.

## Geschichte

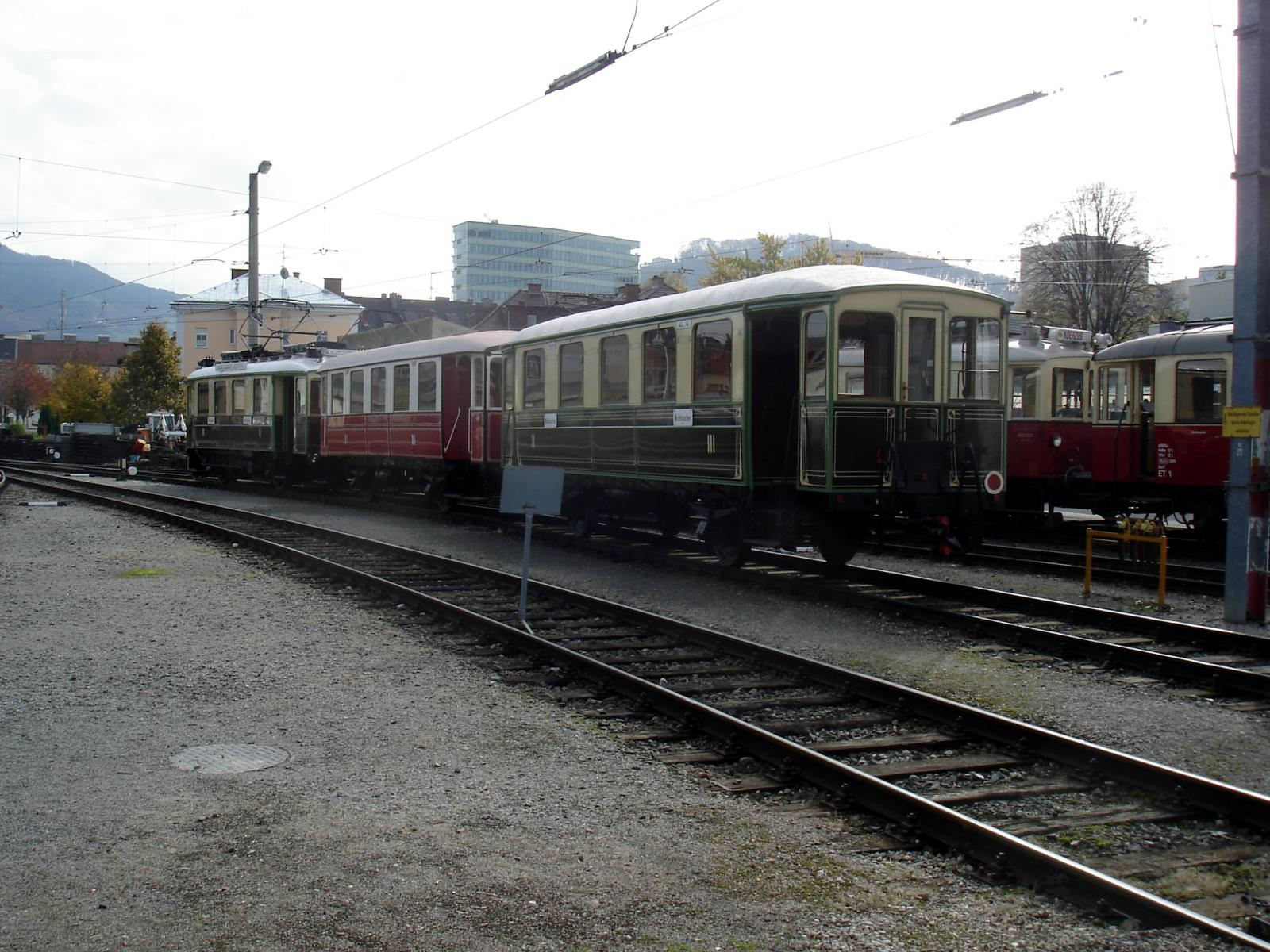
Erhaltene Museumswagen der Salzburg AG in bayerischer und österreichischer Lackierung

Die Triebwagen wurden zwischen 1907 und 1911 in zusammen 22 Exemplaren für die drei genannten Bahnstrecken gebaut. Der Wagenkasten der ersten 19 Triebwagen stammte von MAN. Die drei letzten Triebwagen der Reihe (SETG MBC 11–13) wurden von der Wiener Waggonfabrik Simmering nach eigenen Plänen gebaut. Die elektrische Ausrüstung der bayerischen Triebwagen lieferte die AEG, die der österreichischen Triebwagen kam von den Österreichischen Siemens-Schuckert-Werken (ÖSSW) in Wien und wurde erst nach Auslieferung der Wagen in Salzburg montiert. Durch dieses Vorgehen sparte sich die SETG den Zoll, der beim Import der elektrischen Ausrüstung nach Österreich-Ungarn fällig geworden wäre. Allerdings erwiesen sich die ursprünglich für Straßenbahnwagen konstruierten ÖSSW-Fahrschalter vom Typ O bereits nach kurzer Einsatzdauer als für die höheren Stromstärken ungeeignet und mussten durch eigens entwickelte der Type PQ ersetzt werden.
Die Fahrzeuge bewährten sich und fuhren im Gemeinschaftsdienst zwischen Salzburg Lokalbahnhof und Berchtesgaden sowie auf der Königsseebahn (nur bayerische Triebwagen) bzw. der Zweiglinie nach Parsch (nur SETG-Fahrzeuge).

### Nach 1938
1938 wurde der Personenverkehr auf der Strecke Berchtesgaden–Hangender Stein eingestellt, 1942 die Königsseebahn auf Wechselstrombetrieb umgestellt. Anschließend wurden die Fahrzeuge 184.02, 184.03 und 184.04 der Deutschen Reichsbahn zur Strecke Hohenfurth–Lippnerschwebe im Sudetenland umgesetzt, wobei jedoch die Triebwagen 184.02 und 184.04 bereits am 29. April 1944 zu Stern & Hafferl kamen, um auf der Linzer Lokalbahn eingesetzt zu werden. Die Triebwagen 184.01, 184.08 und 184.09 kamen 1942/43 zur SETG, die sie unter den Nummern MBC 14–16 in den Bestand einreihte.
Zwischen 1946 und 1950 wurden die drei bayerischen und ein österreichischer Triebwagen (MBC 5) sowie vier Beiwagen durch die SETG umfassend modernisiert. In dieser Ausführung wurden sie als Baureihe MC weiter betrieben. Im Jahr 1954 kamen die Triebwagen MBC 1, 6 und 9 zu Stern & Hafferl, die Triebwagen MBC 2, 10 und 11 wurden verschrottet. Ein Triebwagen wurde nach 1945 auf der Bahnstrecke Rybník–Lipno nad Vltavou eingesetzt und dort als M 200.0 bezeichnet.
Bei der SETG-Nachfolgegesellschaft Salzburg AG sind insgesamt vier Triebwagen erhalten geblieben, einer davon in der Umbauvariante als MC. Ein ehemals bayerisches Fahrzeug wurde äußerlich (mit Ausnahme der Stromabnehmer) in den Originalzustand der bayerischen Triebwagen zurückversetzt. ET 1 (ehemals MBC 1) trägt das Aussehen nach seiner Rückkehr von Stern & Hafferl mit der nachträglich angebrachten Zug- und Stoßvorrichtung. Weitere Triebwagen sind im Besitz des Bayerischen Localbahnvereins und der Museumstramway Mariazell–Erlaufsee. Im Localbahnmuseum Bayerisch Eisenstein befindet sich der ehemalige MBC 8. Dieser wurde von den Salzburger Verkehrsbetrieben 1954 als ET 5 umgezeichnet. In den 1980er Jahren war das Fahrzeug für die Bahnunterhaltung eingesetzt. 1993 konnte es – technisch und äußerlich in einem hervorragenden Zustand – vom Localbahnmuseum in Bayerisch Eisenstein übernommen werden.

## Technik
Die Triebwagen hatten die Achsfolge Bo, sie entsprachen vom Konzept her den damals üblichen Fahrzeugen elektrischer Lokalbahnen mit Widerstandssteuerung über Fahrschalter und Tatzlagerantrieb. Allerdings besaßen sie keine normale Zug- und Stoßvorrichtung, sondern lediglich die bei Straßenbahnen übliche Tellerkupplung, zudem verfügten sie über Fangkörbe. Dafür waren sie von Anfang an mit einer Druckluftbremse ausgerüstet. Bei beiden Ausführungen dienten anfangs zwei Lyrabügel zur Stromabnahme, noch vor dem Ersten Weltkrieg wurden diese bei den österreichischen Wagen durch Scherenstromabnehmer mit zwei Schleifleisten ersetzt. Die ab 1910 durch die SETG eingebauten ÖSSW-Fahrschalter der Type PQ besaßen getrennte Walzen für 14 Fahr- und 8 Bremsstufen.
Die Fahrzeuge führten die 2. und 3. Wagenklasse. Die bayerischen Wagen unterschieden sich äußerlich von den österreichischen vor allem durch die Farbgebung. Während die Wagen der Königlich Bayerischen Staatseisenbahnen einen Wagenkasten in grün-beige mit Jugendstil-Verzierungen besaßen, waren diejenigen der SETG rot-beige mit dezenteren Zierlinien lackiert.
Durch die unterschiedliche Motorisierung ergaben sich allerdings unterschiedliche Leistungen: Die österreichischen Triebwagen konnten drei, die bayerischen Triebwagen dagegen nur zwei Beiwagen mitführen. Die fünf bayerischen Triebwagen der zweiten Bauserie (105–109) erhielten eine AEG-Vielfachsteuerung (Steuerung von vier Motoren von einem Fahrschalter aus), so dass Zugkompositionen aus zwei Triebwagen und bis zu fünf Beiwagen möglich waren. Als sechstes Triebfahrzeug mit Vielfachsteuerung stand der Gepäcktriebwagen MPL 1501 zur Verfügung, damit konnten drei Garnituren gebildet werden.
Im Zuge des Umbaus der Fahrzeuge durch die SETG erhielten die Fahrzeuge neue Wagenkästen durch SGP Graz, wobei nun Übergänge und das Zweite-Klasse-Abteil entfielen. Außerdem erhielten diese Triebwagen stärkere Motoren vom Typ SSW Du 861e und die zwei letztumgebauten (MC 26 und MC 27) eine Siemens-Schützensteuerung analog zu den SLB ET 31–33.

## Bilder

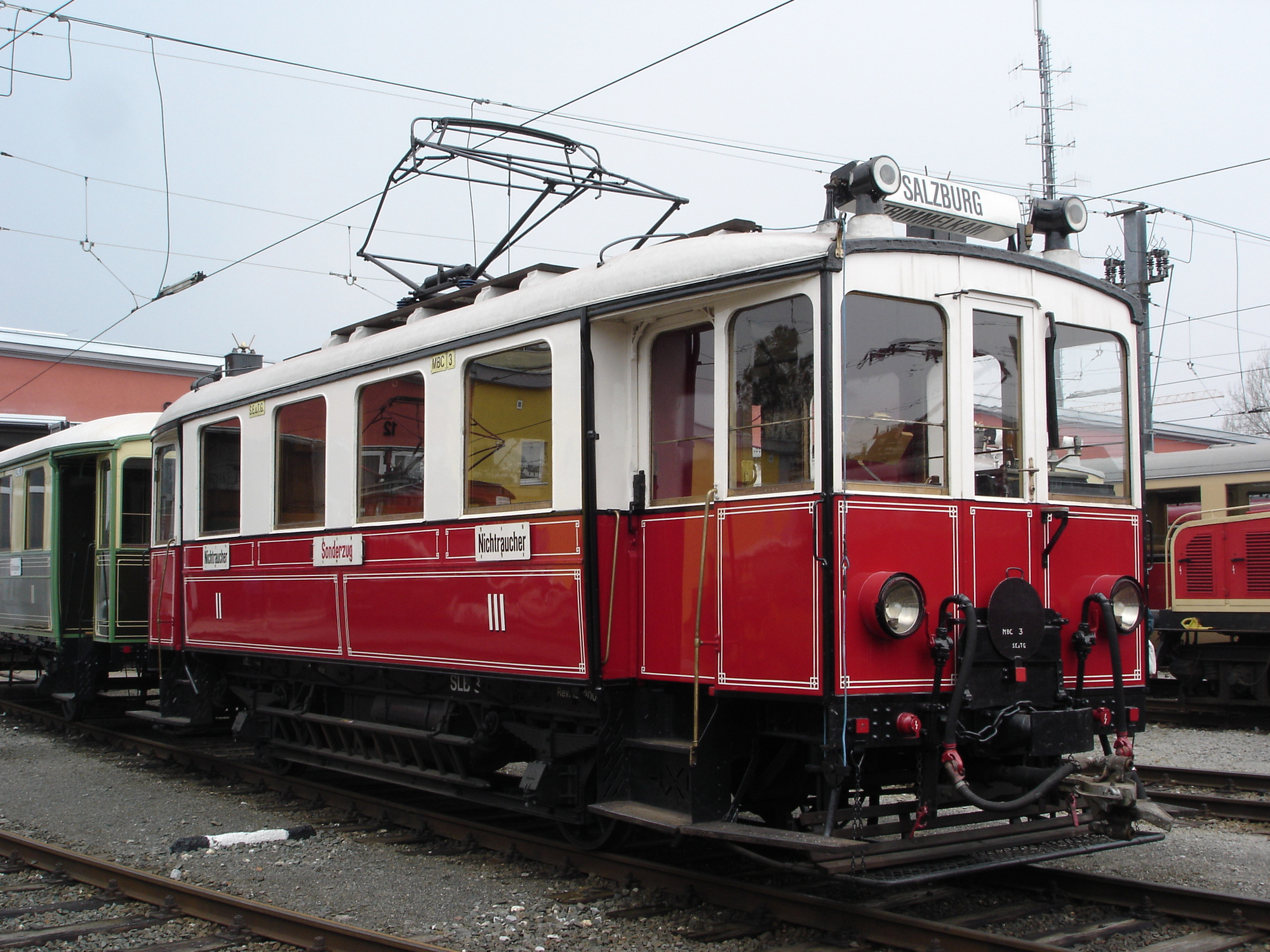
SETG MBC 3 im annähernden Originalzustand (2008)
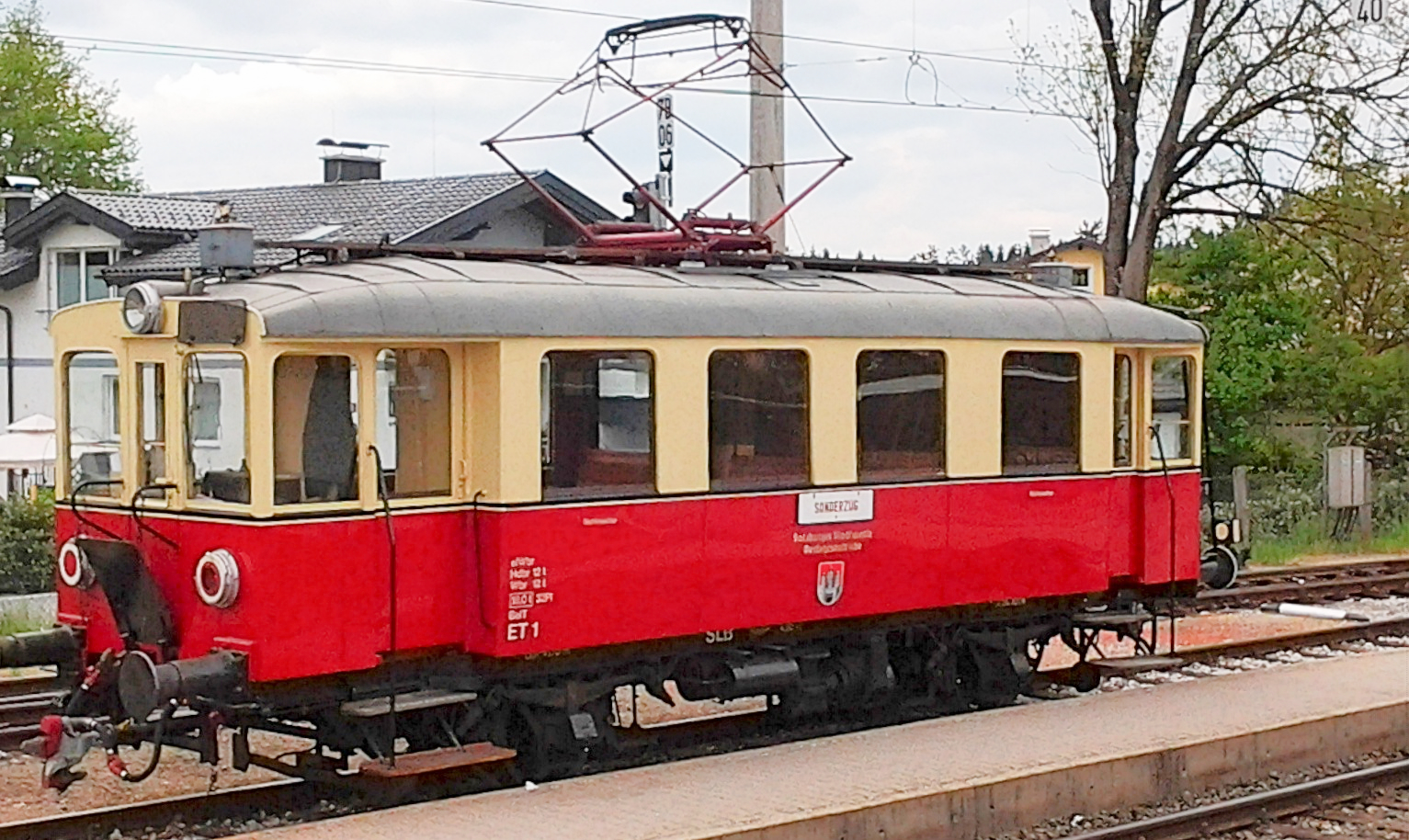
SLB ET 1 (ex SETG MBC 1) mit später angebauter Zug- und Stoßvorrichtung
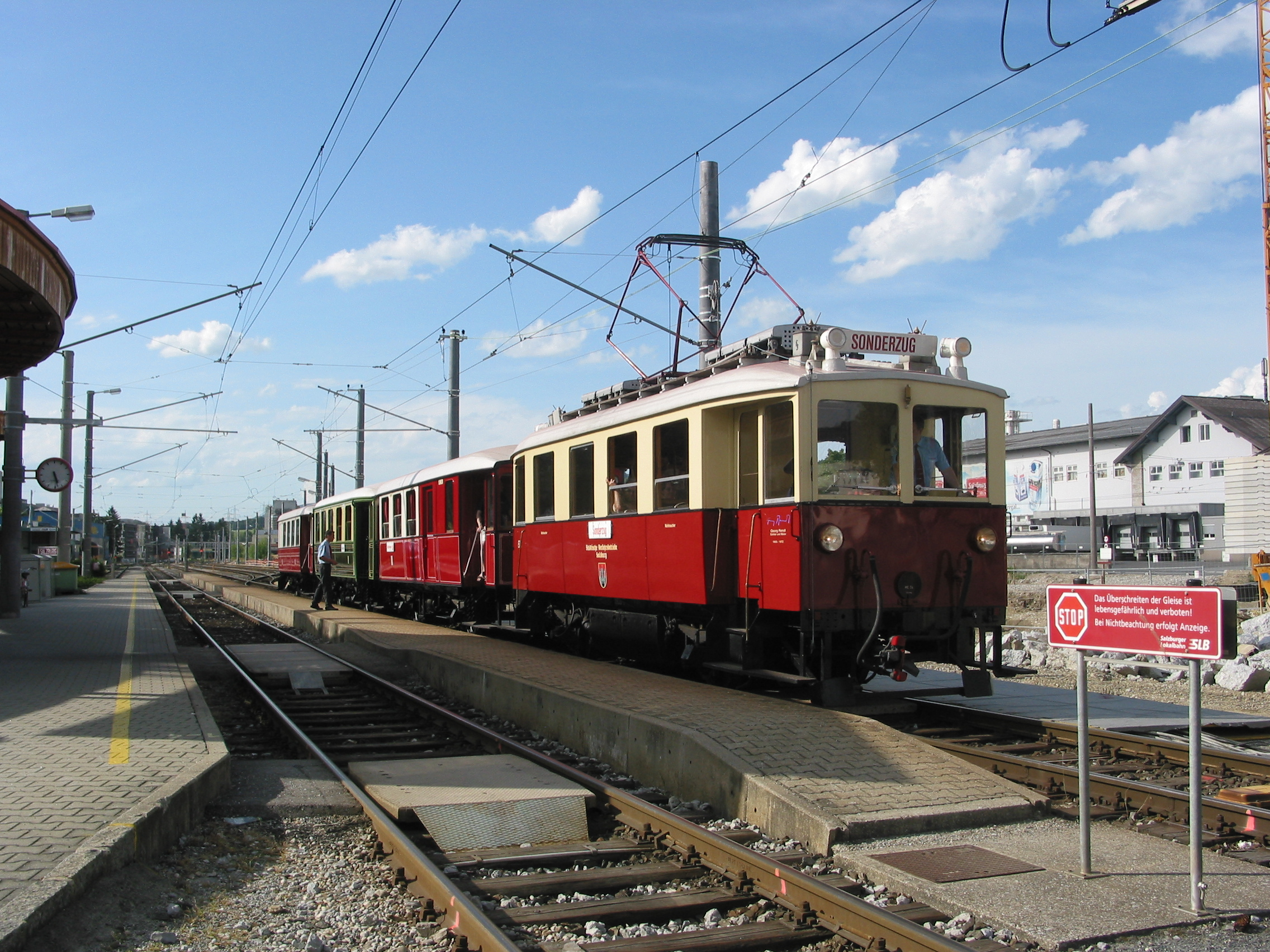
Nostalgiegarnitur mit ET 6 (ex MBC 5) in der modernisierten Version MC
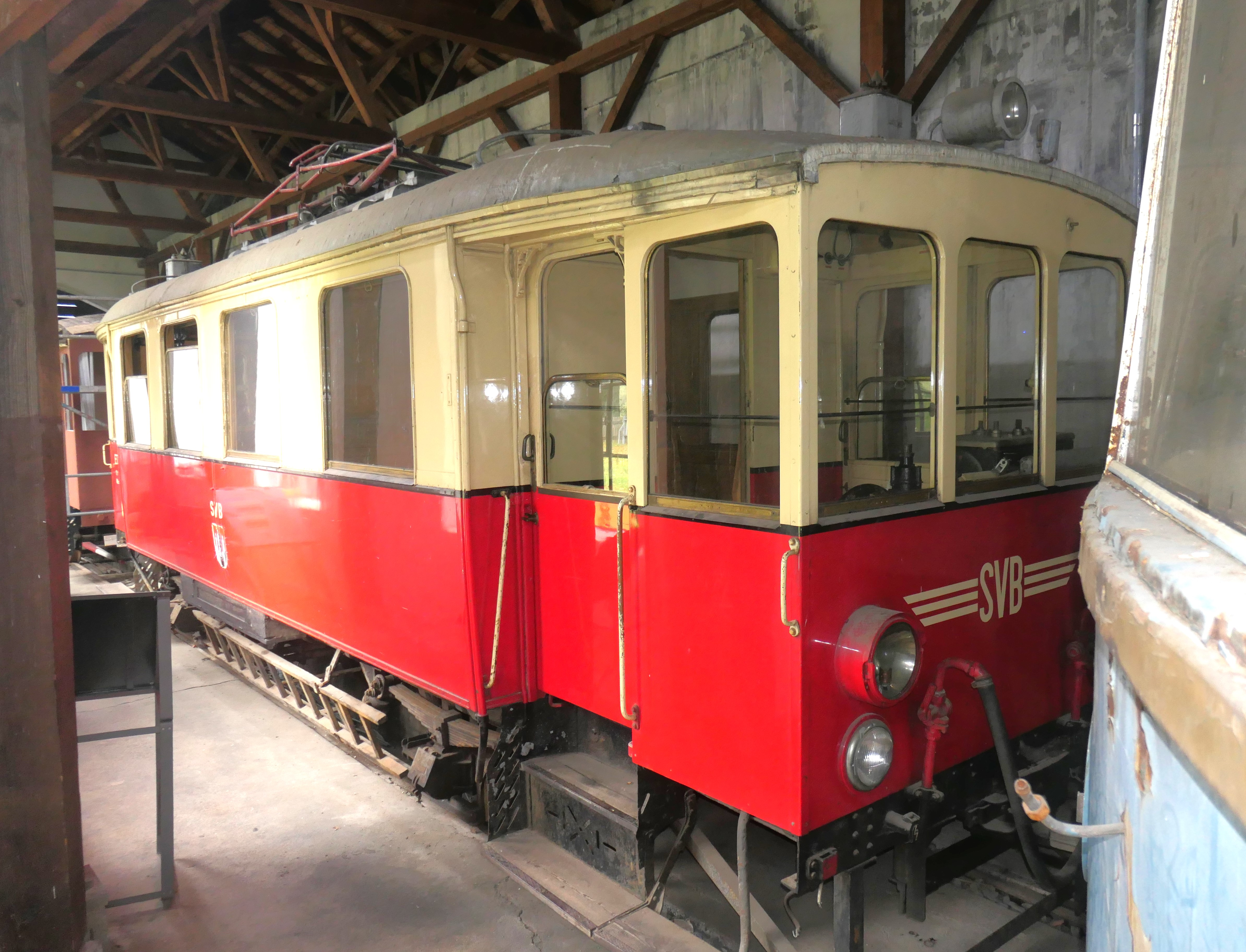
Ehemaliger MBC 8 als ET 5 der Salzburger Verkehrsbetriebe im Localbahnmuseum Bayerisch Eisenstein
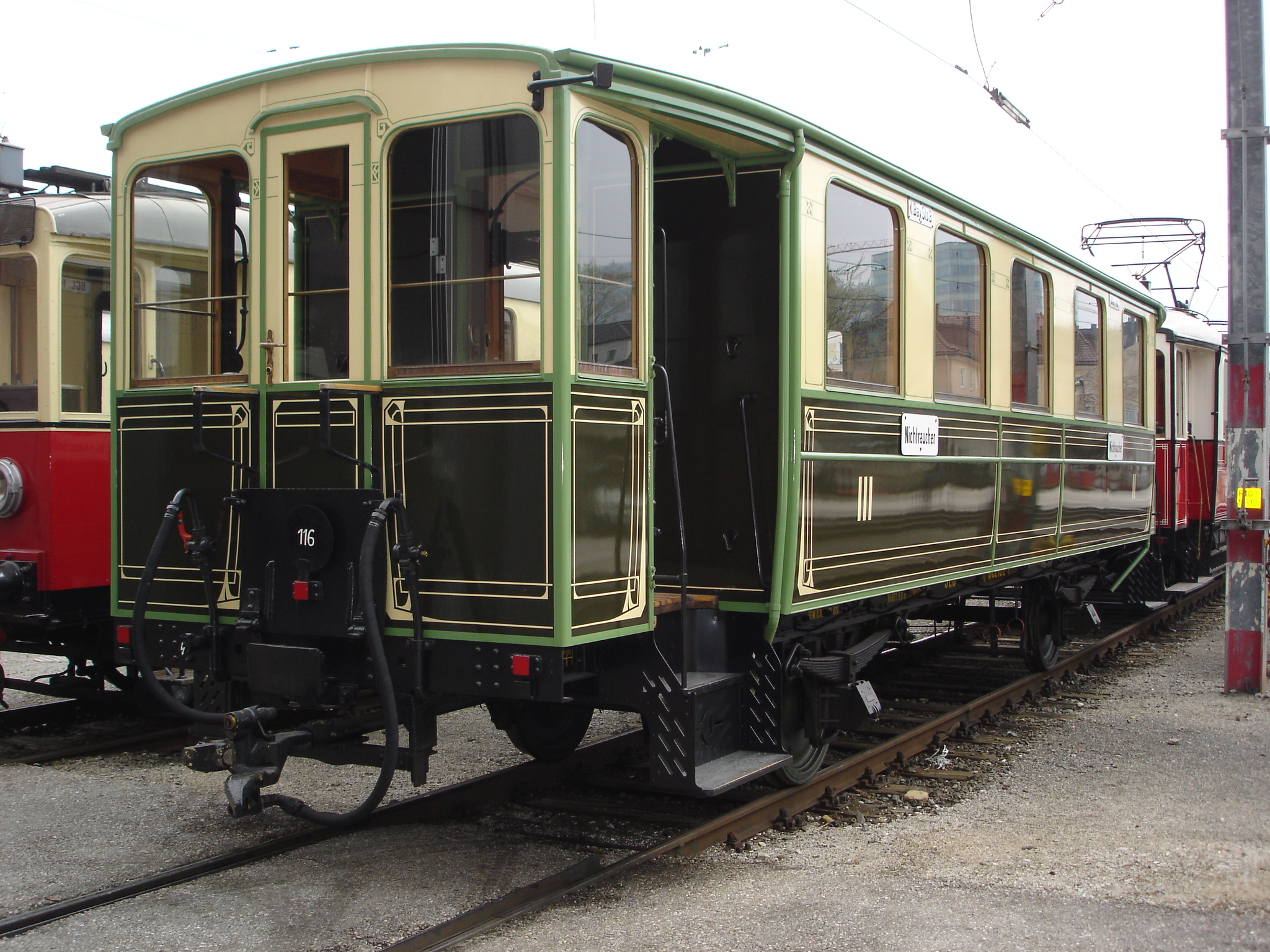
Bayerischer Beiwagen BCL 162 (2008)
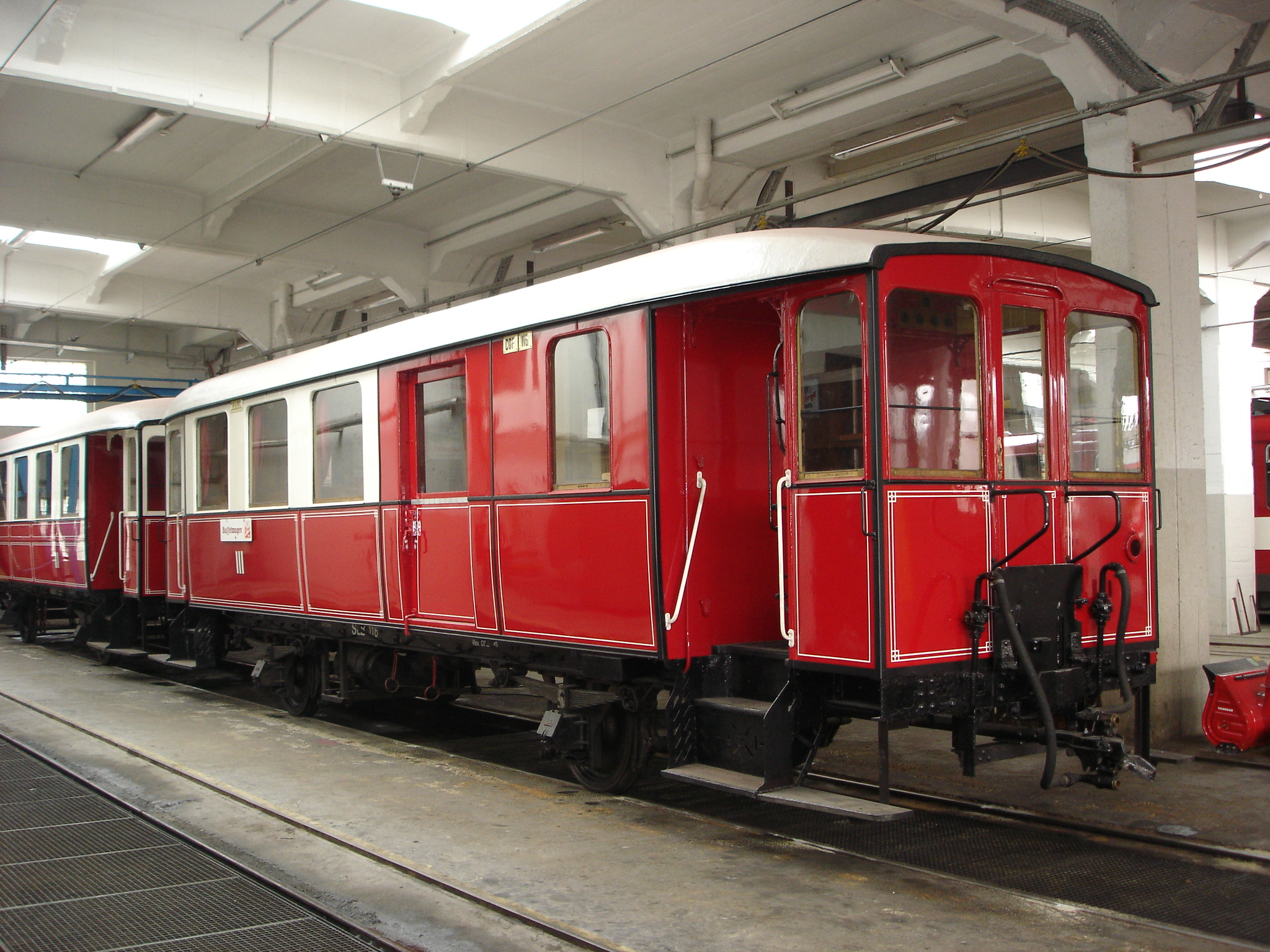
Österreichischer Beiwagen CDF 116 (2008)

## Modell
In den 1970er Jahren brachte die deutsche Modellbahnfirma Arnold sowohl Salzburger MBC-Triebwagen als auch passende Beiwagen als Modell in Nenngröße N heraus.